# Bartošovický platan
Bartošovický platan, označovaný i jako Josefínin platan, je platan javorolistý (Platanus hispanica) rostoucí severně od zámku v Bartošovicích v okrese Nový Jičín v Moravskoslezském kraji a na Moravě. Je to nejmohutnější platan v Česku, vysazený údajně v roce 1834. Je součástí památkově chráněného zámeckého areálu.

## Základní údaje
- rok vyhlášení: 1980
- odhadované stáří: 185 let (2019)
- obvod kmene: 842 cm (2016)
- výška: 37 m (2016)
- šířka koruny: 42 m (2016)

## Stav stromu
Strom má ve výšce asi 2 m výraznou, k zámku odbočující vodorovnou větev, která byla už před rokem 1976 podepřena a nad dutinou v její horní části je stříška. Podle odborného hodnocení provedeného v roce 2015 byl stav stromu velmi dobrý, byl doporučen pouze ořez suchých větví a pahýlů, hrabání a úklid spadlého listí kvůli omezení výskytu houby na listech.

## Další zajímavosti
Majitelkou bartošovického zámku se roku 1786 stala Josefina Malabaila de Canalle (1770–1833), která se tu narodila. V roce 1790 se provdala za Jana Nepomuka Pachtu z Rájova, s nímž měla syna Karla. Manželství ale nebylo šťastné, Josefína i se synem od manžela odešla a žila na zámku v Bartošovicích. Vychovatelem Karla se stal Josef Georg Meinert (1773–1844, od roku 1806 profesor estetiky, dějin a umění na Pražské univerzitě). Mezi Meinertem a Josefínou vznikl silný vztah; Meinert po Josefinině smrti nechal v Bartošovicích vedle farního kostela sv. Ondřeje, Petra a Pavla pro ni vybudovat hrobku a následující rok nechal na její památku dovézt z Anglie a vysadit u zámku platan, dřevinu tehdy ještě v Čechách neobvyklou.